# Залужжя (Бережанська міська громада)
Залу́жжя — село в Україні, у Бережанській міській громаді Тернопільського району Тернопільської області. До 2020 року підпорядковане Біщівській сільраді. До 1990 — хутір. 
Поштове відділення — Біщівське.
Населення — 122 особи (2001). Дворів — 45.

## Географія
Розташоване за 21 км від центру громади і найближчої залізничної станції Бережани. У селі є 1 вулиця Олісницького. Селом тече річка Королівка.

### Клімат
Для села характерний помірно континентальний клімат. Залужжя розташоване у «холодному Поділлі» — найхолоднішому регіоні Тернопільської області.
| Клімат Залужжя            | Клімат Залужжя | Клімат Залужжя | Клімат Залужжя | Клімат Залужжя | Клімат Залужжя | Клімат Залужжя | Клімат Залужжя | Клімат Залужжя | Клімат Залужжя | Клімат Залужжя | Клімат Залужжя | Клімат Залужжя | Клімат Залужжя |
| Показник                  | Січ.           | Лют.           | Бер.           | Квіт.          | Трав.          | Черв.          | Лип.           | Серп.          | Вер.           | Жовт.          | Лист.          | Груд.          | Рік            |
| Середній максимум, °C     | −1,6           | −0,3           | 4,5            | 12,5           | 18,5           | 21,8           | 23,1           | 22,5           | 18,2           | 12,4           | 5,2            | 0,4            | 11             |
| Середня температура, °C   | −4,5           | −3,2           | 1,0            | 7,8            | 13,2           | 16,5           | 17,8           | 17,1           | 13,2           | 8,0            | 2,4            | −2,1           | 7              |
| Середній мінімум, °C      | −7,4           | −6             | −2,5           | 3,1            | 8,0            | 11,3           | 12,6           | 11,8           | 8,2            | 3,6            | −0,4           | −4,5           | 3              |
| Норма опадів, мм          | 33             | 32             | 34             | 50             | 78             | 91             | 96             | 72             | 57             | 40             | 38             | 41             | 662            |
| ------------------------- | -------------- | -------------- | -------------- | -------------- | -------------- | -------------- | -------------- | -------------- | -------------- | -------------- | -------------- | -------------- | -------------- |
| Джерело: climate-data.org |                |                |                |                |                |                |                |                |                |                |                |                |                |

## Історія
17 вересня 1944 року внаслідок бою загону УПА з частинами РА село було частково спалене.
12 червня 2020 року, відповідно до розпорядження Кабінету Міністрів України № 724-р «Про визначення адміністративних центрів та затвердження територій територіальних громад Тернопільської області» увійшло до складу Бережанської міської громади.
19 липня 2020 року, в результаті адміністративно-територіальної реформи та ліквідації Бережанського району, село увійшло до складу Тернопільського району.

## Населення

### Мова
Розподіл населення за рідною мовою за даними перепису 2001 року:
| Мова       | Кількість | Відсоток |
| ---------- | --------- | -------- |
| українська | 122       | 100%     |

## Політика
Від 28 квітня 2012 року село належить до виборчого округу 165.

## Пам'ятки і пам'ятники
Є церква святих верховних апостолів Петра і Павла (2002).
Встановлено хрест від захворювання чумою (1916; кам'яний), 3 хрести на честь щасливого повернення з І світової війни жителя села А. Ткачука (всі — 1916), хрест на місці загибелі (1952) 4-х вояків УПА (1992; дерев'яний).

## Галерея

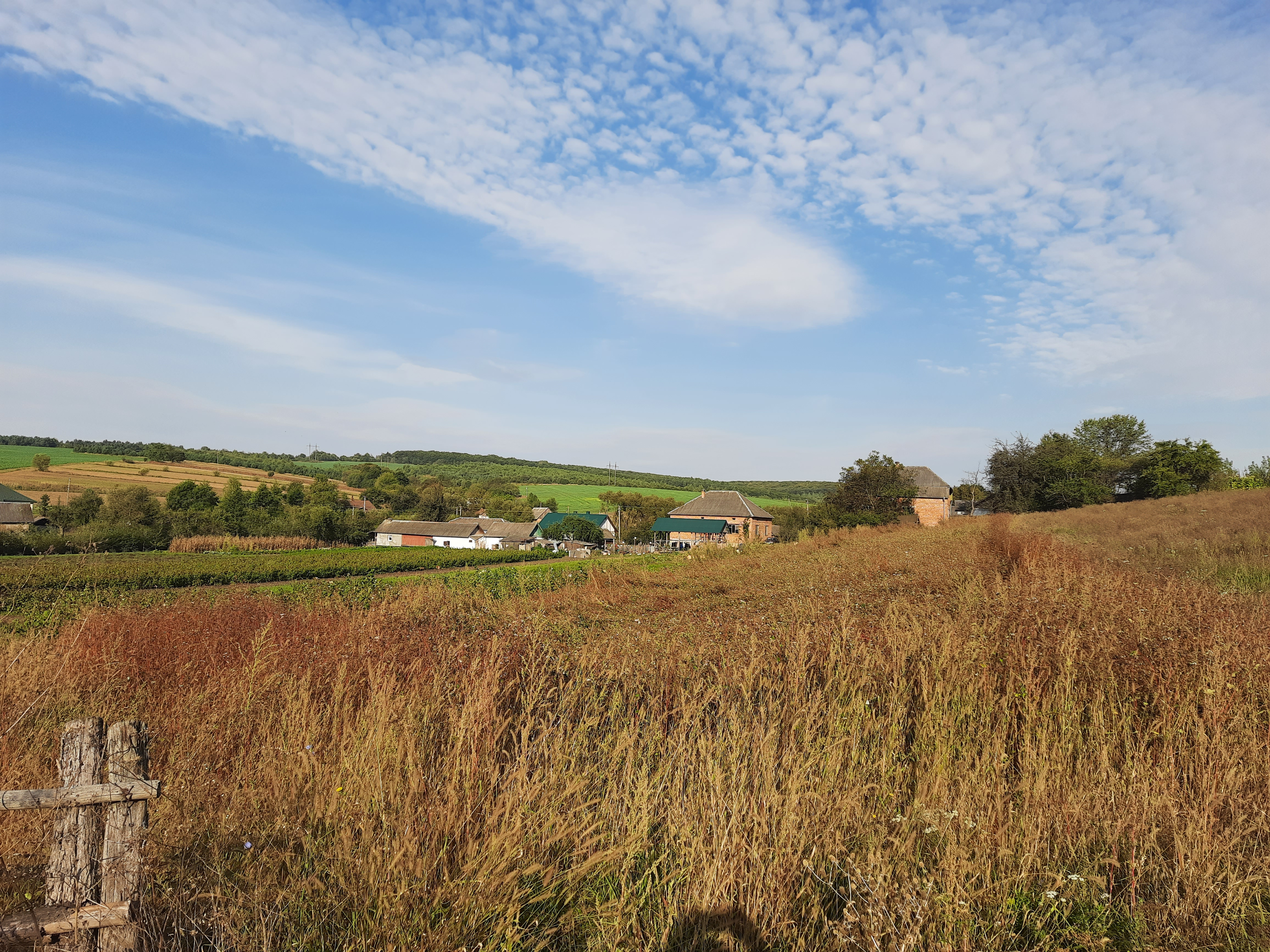
Вигляд на село з пагорба
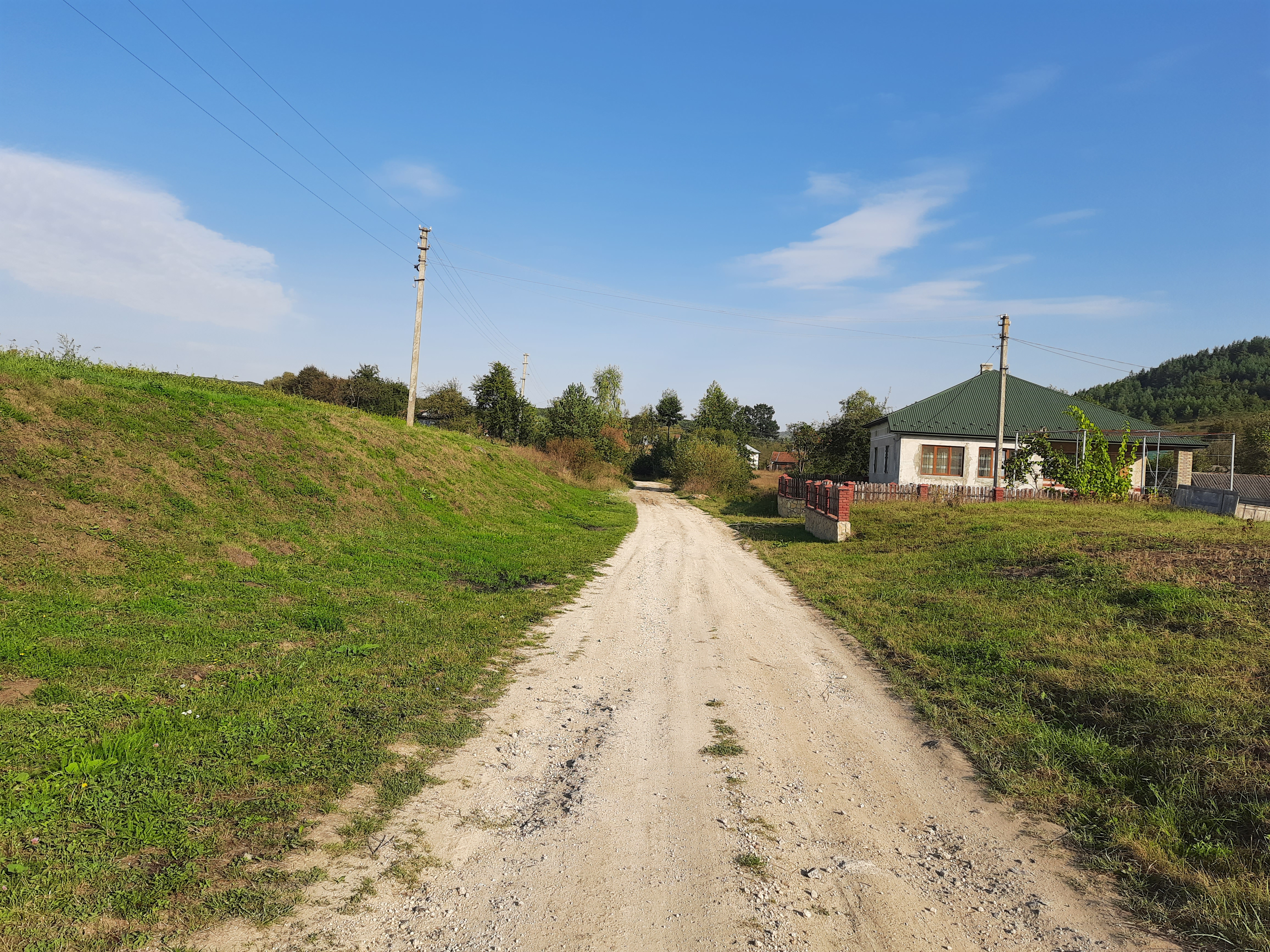
В'їзд у село
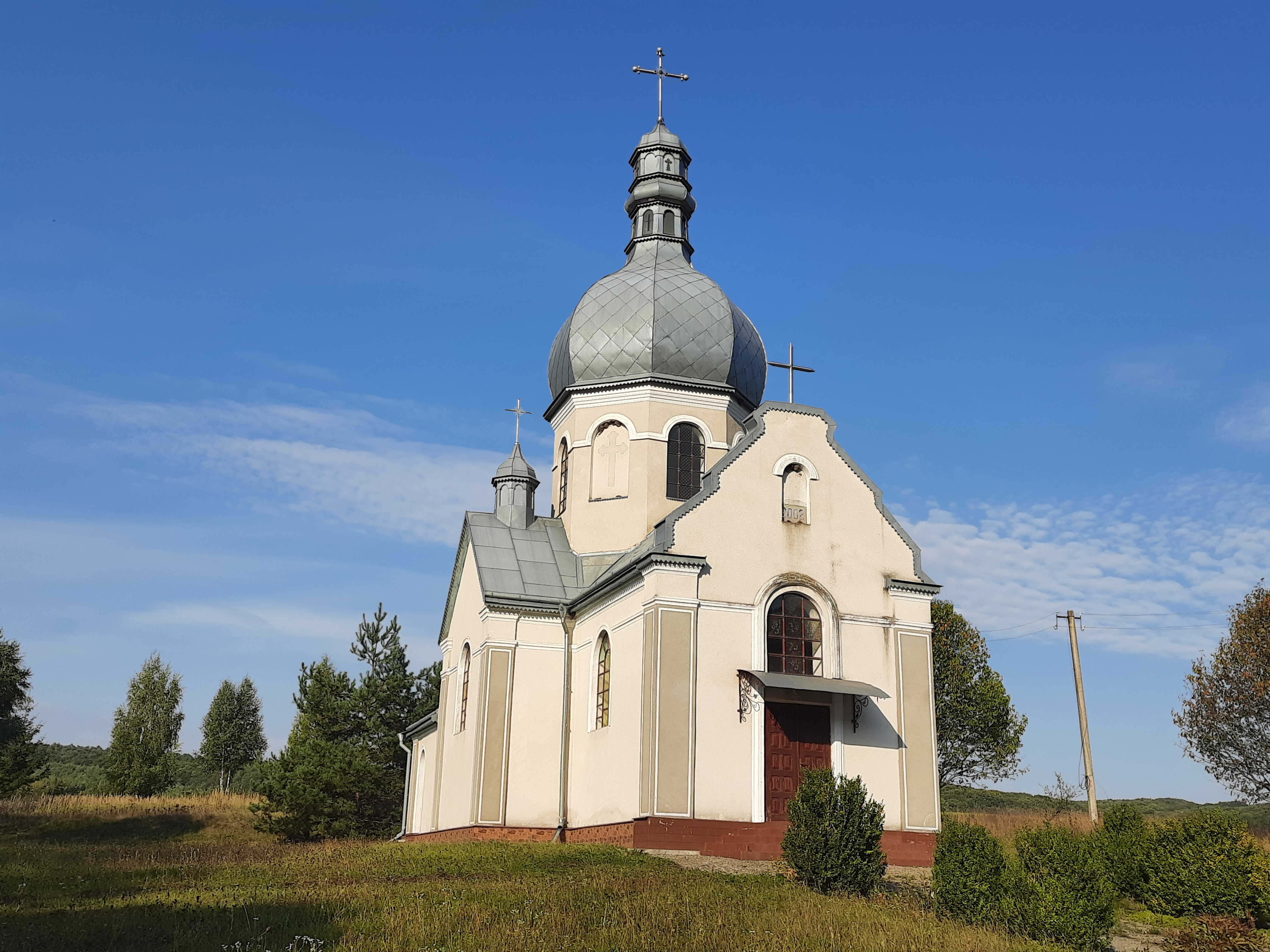
Церква святих верховних апостолів Петра і Павла
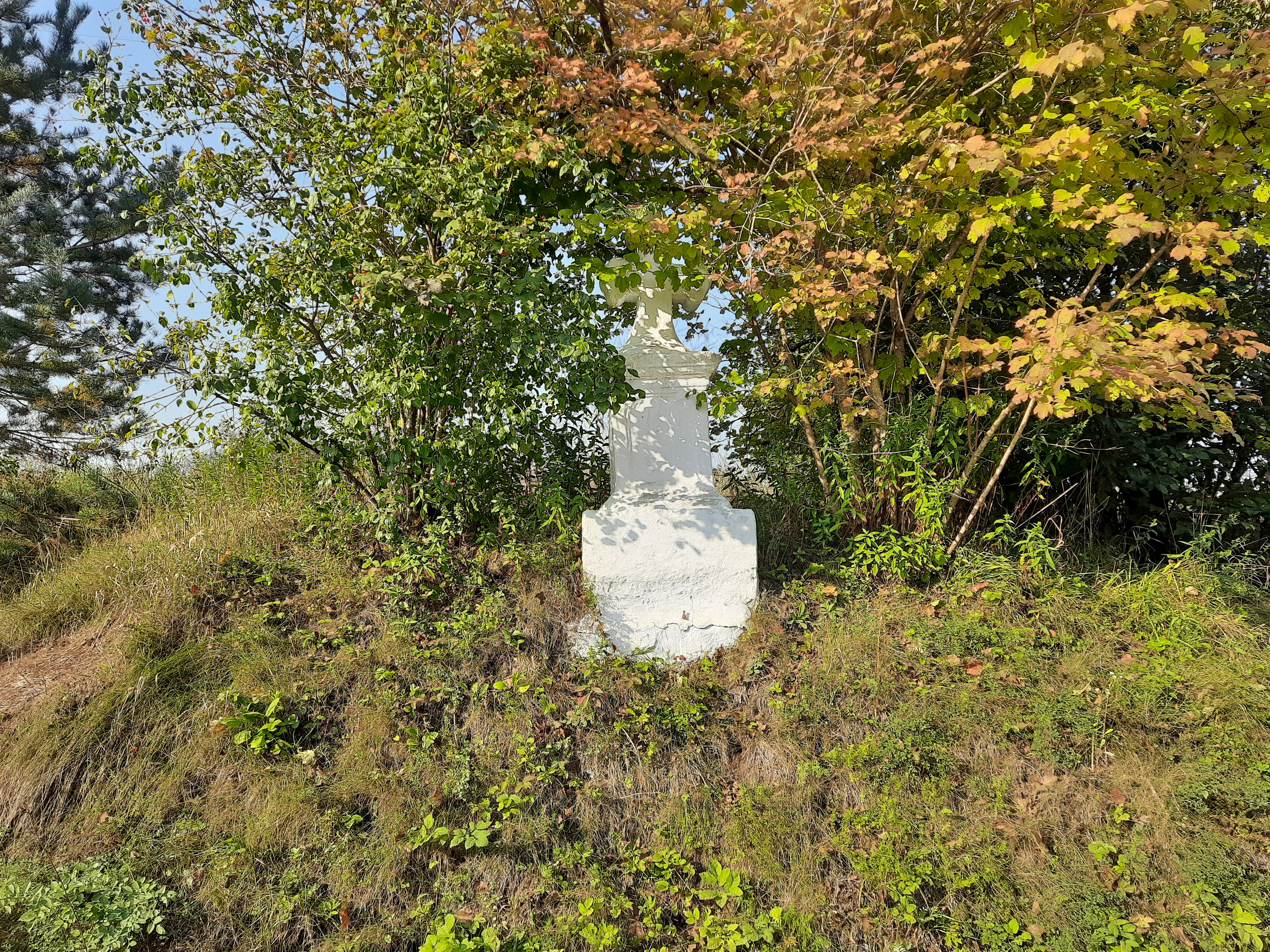
Пам'ятний хрест